# البستان المغلق (مجموعة قصصية)
البستان المغلق (بالإسبانية: Huerto cerrado)‏ هي مجموعة قصصية من أهم أعمال الكاتب البيرواني ألفريدو بريث تشنيكي، نشر ألفريدو بريث تشنيكي قصة البستان المغلق عام 1968 أي بعد عامين من نشره لكتاب العالم من أجل خوليوس، هو الكتاب الأول من القصص التي كتبها ألفريدو وبدأ بها عمله ككاتب. وتتناول الرواية 12 قصة، تحكى عن جوانب متعددة من حياته. على الرغم من أن العمل ليس عالي الجودة إلا أنه أعطانا لمحة عن جوانب شخصية الكاتب بريث مثل الخجل مع النظرة العميقة للعالم وصعوبة التعامل مع الآخرين وأيضاً الحب والصداقة. كما يستخدم الكاتب روح الدعابة والسخرية كسائر أعماله.

## الكاتب
ألفريدو بريث تشنيكي (بالإسبانية: Alfredo Bryce Echenique) كاتب بيرواني، ولد في ليما 19 أغسطس عام 1939  يُعتبر خالق الشخصية الرئيسية في أمريكا اللاتينية وفي أوروبا، وتتميز بالتناقضات ووصفها الدائم للعالم المحيط بها، مشهور بروايات عدة مثل عالم من أجل خوليوس، حياة مارتن رومانيا المترفة، لا أتوقع في أبريل، فيما تعتبر البستان المغلق من أهم أعماله. تلقى تعليمه في ليما، وكون جده الأكبر رئيساً لبيرو ساعده ذلك على أن يُكمل تعليمه في مدرسة بريطانية في ليما وهي مدرسة سان بول. وفي عام 1964 انتقل إلى أوروبا واستقر في باريس، ثم عاد إلى برشلونة عام 2002، وبعد ثلاث سنوات نشر الجزء الثاني لكتابه ضد الذكريات تحت مُسمى السماح بالشعور وحصل تشنيكي على جائزة فيل الأدبية في اللغات الرومانسية عام 2012، وجائزة الكوكب عام 2002 عن حديقة حبيبتي، والجائزة الوطـنـيـة للرواية عام 1998، والجائزة الوطـنـيـة للآداب عام 1972.رغم أنه ناجح جداً في حياته العلمية إلا إنه فشل كثيراً في حياته الزوجية.

## ملخص القصة
هو الكتاب الأول من القصص التي كتبها ألفريدو بريث تشنيكي ونشرت عام 1968 وبدأ بها عمله ككاتب. وتتناول الرواية 12 قصة والتي تحكى جوانب متعددة من حياته. على الرغم من أن العمل ليس عالي الجودة إلا إنه أعطانا لمحة عن جوانب شخصية الكاتببريث وهي الخجل وصعوبة التعامل مع الآخرين والحب والصداقة. كما يستخدم الكاتب روح الدعابة والسخرية كعناصر أساسية في عمله. حصل على شهادة تقدير عن جائزة كاسا دى لاس أمريكانس عام 1968.في نفس العام الذي فاز فيه الشاعر انطونيو ثيسنيروس جائزة كاسا دى لاس أمريكانس في الشعر عن عمله الاحتفالية ضد آكل النمل فاز بها ألفريدو في الرواية عن قصة البستان المغلق عام 1968. بطل القصة يسمى مانولو وهو بطل باقى القصص أيضاً، لا تسير القصة بالترتيب الزمنى بمعنى أنه في قصة اثنين من الهنود كان لمانولو 22 عام وفي قصة أخرى لديه 11 عاماً، مواضيع القصص هي الحب والحنان والصداقة ممزوجة بالفكاهة والسخرية الخفيفة ويحتوى على 12 قصة ،المغامرات والخبرات تعتبر أيضاً من المواضيع الأساسية في إلتهاب اللوزتين عند طرزان وهي الرواية المخصصة لمانولو وتتحدث عن مجموعة من رحلات ركوب الدراجات وتقاسم اللحظات مع العائلة.

## محتوى الكتاب
يحتوى الكتاب على 12 قصة، وجميع القصص بطلها شخص واحد ويسمى مانولو.
| - اثنين من الهنود - مع جيمي في باراكاس - الطريق من هنا - تجارته الأفضل - الملاحظات النائمة على الجبال - صديق لديه 44 عام | - الملك هو أنا - اكتشاف أمريكا - الأم والابن والرسام - الرجل والسينما والترام - متعة غريبة - يداً واحدة على الجبال |  |

## وصلات خارجية
- الأدب الإسبانى